# Ilves Tammerfors (fotboll)
Ilves Tammerfors (finska: Tampereen Ilves)  är en idrottsförening som bildades 1931 och som verkar i Tammerfors i Finland. Föreningen har talrika idrotter på programmet.   
Fotbollssektionen bildades samma år som idrottsföreningen grundades (1931) och dess representationslag i fotboll för herrar har, genom åren, varit jämförelsevis framgångsrik. Ilves representationslag i fotboll FC Ilves upphörde hösten 1998 då det slog sig ihop med ett annat fotbollslag från Tammerfors och bildade fotbollsklubben Tampere United.
2007 bestämde styrelsen vid idrottsföreningen Ilves Tammerfors att åter satsa på ett A-lag i fotboll för herrar. Från och med säsongen 2008 återuppstod representationslaget i fotboll i Ilves egen regi igen. Lagets premiärsäsong tillbringades i Tvåan (=Division 2). Ilves har ånyo tagit platsen som Tammerfors främsta förening. Tampere United lades ned 2011. Laget slutade på tredje plats i Ettan 2014 och när MyPa nekades ligalicens steg Ilves till Tipsligan 2015.

## Historia
- 1931 - Representationslaget i fotboll bildades som Ilves.
- 1974 - Inför säsongen bytte laget namn till Tampereen Ilves.
- 1989 - Inför denna säsong var det dags för namnbyte igen. Denna gång bytte laget namn till FC Ilves Tammerfors.
- 1998 - Sammanslogs FC Ilves A-lag och Tampereen Palloveikots (TPV) A-lag till Tampere United  (TamU).
- 2007 - Inför denna säsong återuppstod A-laget i fotboll i Ilves egen regi igen. Denna gång under namnet Ilves Tammerfors (på finska: Tampereen Ilves).

## Främsta meriter
Meriter genom åren: 
- 1983 – Finländska mästare
- 1977 – Tvåa i finländska cupen
- 1979 och 1990 – Vinner finländska cupen
- 2010 - Tvåa i finländska små cupen
- 1980 och 1991 – Deltagande i numera nedlagda Cupvinnarcupen
- 1984 – FM-brons
- 1984 – Deltagande i kval till UEFA Champions League
- 1985 – FM-silver
- 1986 – Deltagande i UEFA-cupen
- 2024 - Tredje omgången i Conference League

## Placering tidigare säsonger
| Säsong | Nivå | Liga          | Placering | Referens | Notering |
| ------ | ---- | ------------- | --------- | -------- | -------- |
| 2010   | 3    | Kakkonen      | 1         |          |          |
| 2011   | 3    | Kakkonen      | 2         |          |          |
| 2012   | 3    | Kakkonen      | 1         |          |          |
| 2013   | 2    | Ykkonen       | 4         | [ 1 ]    |          |
| 2014   | 2    | Ykkonen       | 3         | [ 2 ]    |          |
| 2015   | 1    | Veikkausliiga | 8         | [ 3 ]    |          |
| 2016   | 1    | Veikkausliiga | 5         | [ 4 ]    |          |
| 2017   | 1    | Veikkausliiga | 3         | [ 5 ]    |          |
| 2018   | 1    | Veikkausliiga | 5         | [ 6 ]    |          |
| 2019   | 1    | Veikkausliiga | 4         | [ 7 ]    |          |
| 2020   | 1    | Veikkausliiga | 5         | [ 8 ]    |          |
| 2021   | 1    | Veikkausliiga | 5         | [ 9 ]    |          |
| 2022   | 1    | Veikkausliiga | 9         | [ 10 ]   |          |
| 2023   | 1    | Veikkausliiga | 8         | [ 11 ]   |          |
| 2024   | 1    | Veikkausliiga | 2         | [ 12 ]   |          |